# Crinia
Crinia là một chi động vật lưỡng cư trong họ Myobatrachidae, thuộc bộ Anura. Chi này có 15 loài và 7% bị đe dọa hoặc tuyệt chủng.

## Hình ảnh

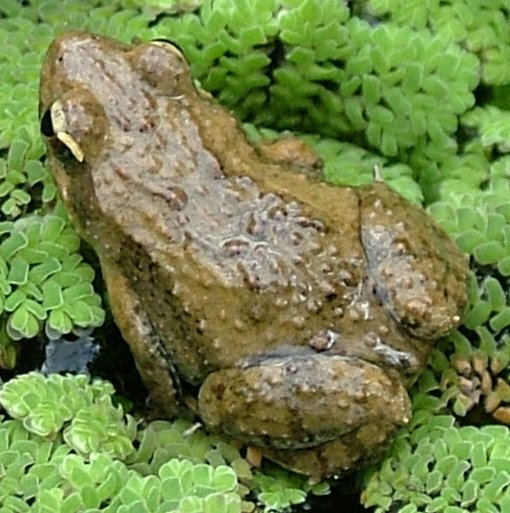
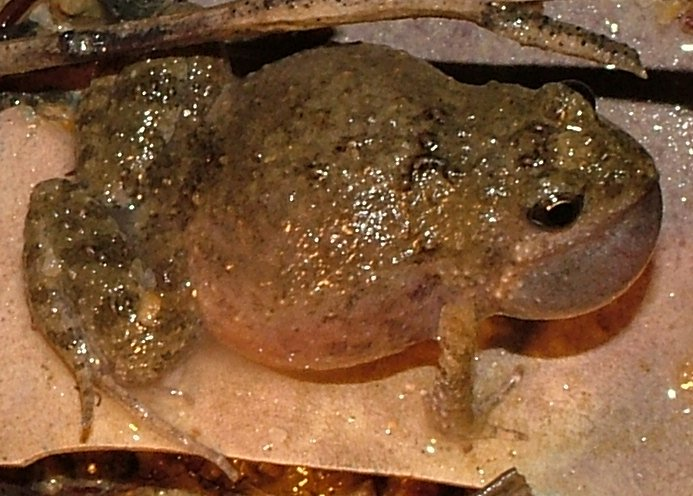